# Mócs

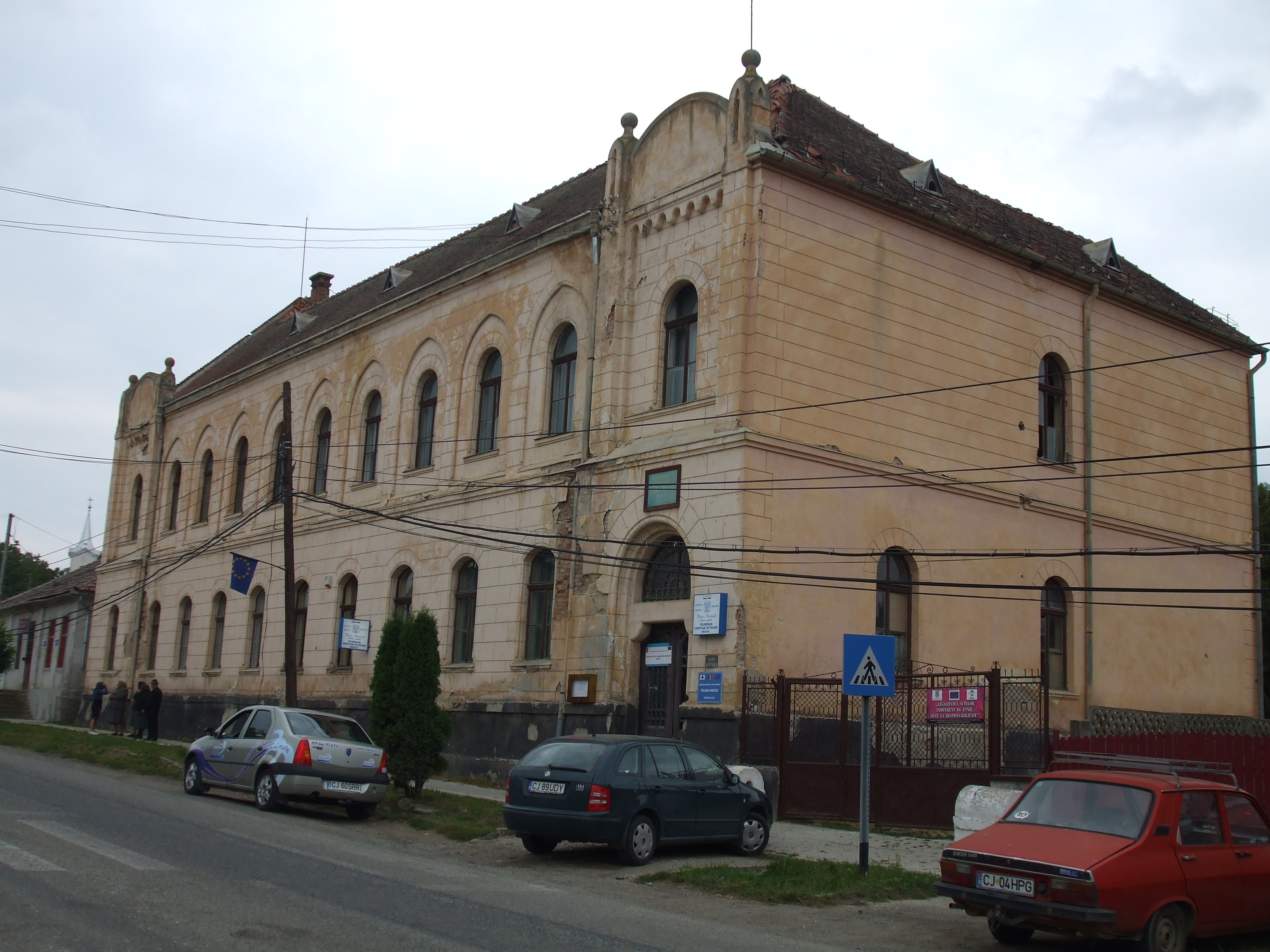
A korábbi községháza

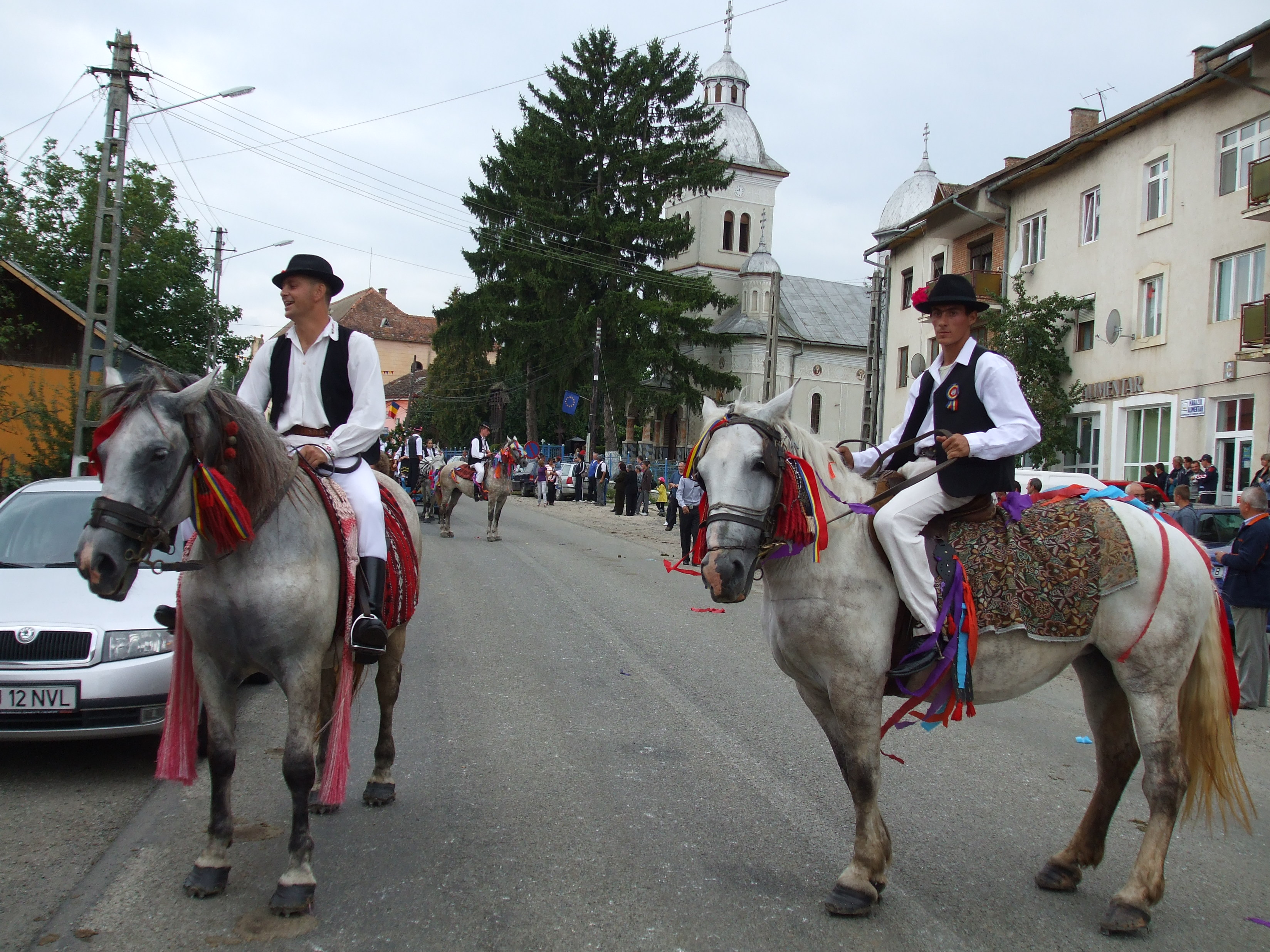
Szeptember eleji faluünnep

Mócs (románul: Mociu, jiddisül מאטש) falu Romániában, Kolozs megyében, az azonos nevű község központja.

## Fekvése
Az Erdélyi-medence közepén, Kolozs megye délkeleti részén fekszik, Kolozsvártól 40 kilométerre. Az Apahidát Szászrégennel összekötő DN16-os úton közelíthető meg. A község területének 2003-ban 42%-a volt legelő és 41%-a szántó.

## Története
Első írásos említése 1219-ből maradt fenn Mochy néven. További névváltozatai: Mooch (1329), Moch (1332–35), Machy (1419), Moczy (1587), Mócs (1805). Első említésekor dobokai várnépekről esett szó benne. A Kolozsvár és Beszterce közötti, ún. szászúton feküdt. A középkorban katolikus falu volt. Református templomát 1717-ben a római katolikusoknak ítélték, akik azonban csak 1766-ban tudtak önálló plébániát szervezni, egy ferences pappal. Ugyanezen évben református egyháza 24 férfiből és 38 asszonyból állt. 1713-tól vásáros hely, éves és hetivásárokkal. 1760–62-ben az egész faluban 151 családot írtak össze 755 személlyel, és ezzel a tizedik legnépesebb helység volt a Mezőségen. Ekkor Torda, a 19–20. században Kolozs vármegyéhez tartozott. A 18. és 19. század fordulóján az Esterházyaknak kúriájuk, később Gál Jenőnek kastélya, Nagy Eleknek udvarháza állt benne. Református egyháza a 19. század elején már nem alkotott önálló egyházközséget, hanem filiaként Botházához tartozott. 1812-ben két legnagyobb birtokosa az Esterházy és a Csernátoni család volt, jobbágyaik – családnevük alapján – többségükben románok voltak, magyar kisebbséggel. Egy 1842-es vásárlajstrom említi szarvasmarhavásárait.
1862-ben gyógyszertár, 1867-ben, a polgári réteg kialakulásának első jeleként magyar kaszinó és olvasókör jött létre itt. 1870-ben kikövezték a Szászrégen és Apahida közti, Mocson átvezető utat. 1882. február 3-án kb. 3000 darab meteorit hullt le a község területén, összes tömegük 300 kilogrammnyi volt. 1889-ben megalakult a Mócs vidéki Takarékpénztár. A 19. század végén rövid ideig két politikai lapja is megjelent, az Orbán Ferenc szerkesztette Mezőségi Híradó és a Hajdu Dezső szerkesztette Mezőségi Hírlap (később Mezőség). A 20. században járási székhely volt, és úgy tűnt, a városok nélküli Mezőség központjává válhat.
Érdekes román lakóinak néprajzi besorolása. Mokányoknak tartják magukat (holott a hagyományos „mokány” vidékektől igen távol élnek), és állattartásuk korábban valóban mutatta a transzhumáló pásztorkodás egyes elemeit. Magyar lakóinak zöme az elmúlt évtizedekben költözött be a környező falvakból, elsősorban Mezőkeszüről.

## Lakossága
Felekezet szerint 1880-ban 1014 lakosa volt ortodox, 293 református, 114 római katolikus, 64 zsidó és 51 görögkatolikus; 2002-ben 1401 ortodox, 105 református, 46 görögkatolikus, 31 pünkösdi és 21 római katolikus vallású.

## Látnivalók
- Barokk stílusú római katolikus templom, 1783. Egyik harangja 1538-ból való.[11]
- Református templom, 1886[12]
- Kórház (parkban, Pákey Lajos tervei alapján, 1912[13])

## Híres emberek
- Itt született Győrffy Iván (1830–1883) pedagógus
- Itt született Kiss Jenő (1912–1995) költő
- Itt született Szabó Károly (1923–2015) vegyészmérnök, növényvédelmi szakember, diplomata